# 縮射弾
縮射弾（しゅくしゃだん）とは、主に射撃訓練で使用される弾薬である。

## 概要
迫撃砲や無反動砲の場合、本来使用する弾薬を用いた訓練を行うには一定の広さと弾着地を持つ演習場で射撃を行わなければならない。こうした実射には中規模以上の演習地を必要とする。そこで本来の射撃距離よりも比較的短い距離や、比較的簡易な施設で射撃訓練ができるよう、一定の大きさと威力を持つ銃弾や火薬が開発され、運用されている。こうした弾薬が縮射弾である。

## 縮射弾を用いる主な使用火器
迫撃砲
縮射装置と呼ばれる迫撃砲弾薬を模した専用の装置に火薬を装填し、砲口から落とす。発射された装置の火薬部分が突出後に着弾し、音と光、煙で着弾の現況を示す。弾着にあってはあらかじめ射距離と射角設定を行い、射程は最大約300メートルが上限である。縮射装置は縮射弾の突出後に砲の前方へ着弾する。
無反動砲
縮射装置と呼ばれる弾薬を模した専用装置が用いられる。縮射装置に曳光弾を装填し、後部に雷管をセットしてから無反動砲の薬室に挿入する。砲の引き金を操作すると曳光弾が光を放ちながら射出され、方向と高さを発光によって判断できるようになっている。主に小銃射撃場や戦闘射場で射撃訓練が行われる。
特科火砲
プラスチック製の模擬弾薬を射出する。
戦車
主砲の内部に縮射装置を直接挿入し、12.7mm曳光弾を用いた射撃を行う。連装銃（同軸機関銃）でも狭搾弾と呼ばれるプラスチック製弾丸による射撃が行われる。標的は主に移動標的が使用される。